# Tumulus de Toul Prieu
Le tumulus de Toul Prieu, appelé aussi sépulture circulaire de Toul Prieu, est un tumulus préhistorique situé à Carnac, dans le Morbihan en France.

## Historique
Le tumulus a fait l'objet de fouilles clandestines et a servi de carrière pour les riverains du village voisin de Coët-à-Touse au XIXe siècle. En 1878, James Miln fouille le site ; le propriétaire du terrain avoue alors à Miln qu'il a déjà détruit un monument similaire près du village de Kergo.
L'édifice est classé au titre des monuments historiques par arrêté du 11 septembre 1929.

## Description
L'édifice se présente comme un tumulus en forme de cône tronqué d'environ 17 m de diamètre sur 1,75 m de hauteur recouvrant deux enceintes concentriques. La première enceinte circulaire mesure 8,75 m de diamètre. Elle a été bâtie directement sur le rocher sous-jacent. Elle est constituée par cinq assises de pierres plates s'élevant à 0,75 m de hauteur en moyenne. La seconde enceinte mesure 7,25 m de diamètre. Elle est constituée de grosses pierres brutes qui ont été rougies par le feu.

## Matériel archéologique
Les fouilles clandestines mirent au jour des tessons de poteries et quelques outils en pierre. Miln a recueilli un matériel archéologique comprenant des fragments de poteries, des outils lithiques (grattoirs et éclats en silex, fragment de hache polie, diverses meules et pilons en granite), des parcelles de bronze et de fer, une fusaïole en terre cuite. Un vase interprété par Miln comme une urne funéraire contenait des ossements humains incinérés (fragments de crâne, mâchoire inférieure, molaire, vertèbres). 